# 予算管理内閣
予算管理内閣（よさんかんりないかく）とは、予算が国会を通過するまでの間の短期間に組織される暫定内閣のこと。

## 日本

### 概要
職務執行内閣のように法的な定義があるわけではなく、政局の上で用いられる言葉である。
組閣直後から与党基盤が不安定化し、本予算成立が急務となる一方で予算案成立以降に衆議院での内閣不信任決議可決が確実視される一方で様々な政治情勢から衆議院解散ができない状況である内閣のことを予算管理内閣と表現されることが多い（本予算自体が内閣の一仕事で終わってしまう）。

### 羽田内閣
羽田内閣がその例とされることがある。
羽田内閣は内閣首班指名後の連立与党分裂により少数与党政権として発足した。日本社会党は連立を離脱したものの当初は倒閣や野党第1党の自由民主党との連合を必ずしも指向せず、衆議院の過半数を確保する勢力は無かった。与党陣営は自民党の切り崩しにより衆議院の過半数確保を狙う。しかし、衆議院の過半数議席を有する自社さ3党が連立で合意し、予算成立を画期として内閣不信任決議が可決される見込みとなるに至り、羽田内閣は予算管理内閣として位置付けられるようになった。羽田内閣は予算成立後の不信任案提出を機に総辞職する。